# Новопетровское (Уфимский сельсовет)
Новопетро́вское (баш. Яңы Петровка) — село в Хайбуллинском районе Башкортостана, входит в Уфимский сельсовет.

## Географическое положение
Расстояние до:
- районного центра (Акъяр): 34 км,
- центра сельсовета (Уфимский): 9 км,
- ближайшей ж/д станции (Сара): 90 км.

Находится на левом берегу реки Таналык.

## Население
| 2002 | 2010 |
| ---- | ---- |
| 335  | ↘302 |

Национальный состав
Согласно переписи 2002 года, преобладающие национальности — русские (54 %), башкиры (29 %).